# Chisone
Der Chisone (französ. Cluson, piemontesisch Chison oder Cleson) ist ein Hochgebirgsfluss in den Cottischen Alpen in der italienischen Region Piemont, nahe der Grenze zu Frankreich. Nach ihm ist das Val Chisone benannt.
Der Fluss hat eine Länge von etwa 70 km und im Oberlauf den Charakter eines Wildbaches. Er entspringt in etwa 2500 m Seehöhe zwischen der Punta Rognosa (3280 m), dem Bric Ghinivert (3037 m) und dem Monte Barifreddo. Einige Kilometer westlich seiner Quellen liegt auf 2040 m Höhe zwischen dem Chisone- und dem Susatal der Pass von Sestriere, einem bekannten Wintersportort (Olympische Winterspiele 2006).
Zunächst fließt der Chisone in nördlicher Richtung, wendet sich nach etwa 15 km bei Pragelato nach Osten und bei Fenestrelle (1215 m) nach Südosten. Etwa ab Perosa Argentina, wo früher ein Silberbergwerk war und von rechts der große Nebenfluss Germanasca mündet, beginnt sich das Tal zu weiten. Nach den Ortschaften Pinasca und Villar Perosa erreicht der Fluss die Stadt Pinerolo (375 m) und mündet nach weiteren 10 km in den Pellice, einen linksseitigen Nebenfluss des Po. In seinem Unterlauf lagert der Chisone gewaltige Mengen an Flussschotter ab, die im Satellitenbild (siehe Weblink) deutlich erkennbar sind.
Das Tal und seine Umgebung zählt zu den sogenannten Waldensertälern, einem Rückzugsgebiet der calvinistischen Waldenser. Als Grenzgebiet hatte es auch militärische Bedeutung mit großen Festungen bei Fenestrelle und Pinerolo. Touristisch wichtig sind der Wintersport und mehrere Fernwanderwege (u. a. Sentiero Italia und Via Alpina), sowie das Schutzgebiet Parco naturale della Val Troncea.